# 이보 (조위)
이보(李輔, ? ~ ?)는 위나라를 섬긴 무장이며, 본래 맹달(孟達)의 수하 장수였다.

## 행적
228년, 맹달(孟達)이 모반을 계획하자 맹달의 조카 등현(鄧賢)과 함께 이 일을 사마의(司馬懿)에게 전했다. 이에 사마의는 신속하게 달려와 맹달을 공격하자 신의(申儀), 신탐(申耽), 등현 등과 함께 성문을 열어 항복한다.
263년, 위의 촉 정벌에서는 종회(鍾會)의 부장으로서 참전하여, 촉한의 장수인 장빈(將斌)의 항복을 받아내었다.
그 후의 기록은 전해지지 않는다.